# Мело, Энрике
Энрике Мело Рамон (исп. Enrique Melo Ramón; род. 23 апреля 1953, Гандия) — испанский пловец. Участник летних Олимпийских игр 1972 года.

## Биография
Энрике Мело родился 23 апреля 1953 года в испанском городе Гандия.
В 1972 году вошёл в состав сборной Испании на летних Олимпийских играх в Мюнхене. В эстафете 4х100 метров вольным стилем команда Испании, за которую также выступали Хорхе Комас, Антонио Кулебрас и Хосе Пуйоль, заняла в полуфинале 4-е место с результатом 3 минуты 38,77 секунды, в финале — последнее, 8-е место (3.38,21), уступив 11,79 секунды завоевавшей золото сборной США. В эстафете 4х100 метров комплексным плаванием команда Испании, за которую также выступали Педро Бальсельс, Артуро Ланг-Лентон и Хорхе Комас, заняла в полуфинале 5-е место с результатом 4.03,73, уступив 4,18 секунды попавшей в финал с 3-го места сборной Японии.
В 1973 году участвовал в чемпионате мира в Белграде. На дистанции 100 метров на спине занял в полуфинале 6-е место (1.02,65). Также участвовал в эстафете 4х100 метров комплексным плаванием, в которой сборная Испании заняла 10-е место.